# Slezské Pavlovice
Slezské Pavlovice (in tedesco Deutsch Paulowitz) è un comune della Repubblica Ceca facente parte del distretto di Bruntál, nella regione della Moravia-Slesia.